# Plan d'eau de Cuchet
Le plan d'eau de Cuchet est une base de plein air et de loisirs située à Murs-et-Gélignieux (Ain). Il tire son nom de celui d'un hameau de la commune.

## Géographie
Le plan d'eau proprement dit est un élargissement du canal de Brégnier-Cordon, créé lors de la dérivation du Rhône et de l'aménagement du barrage de Champagneux, au début des années 1980. Il couvre une superficie d'environ 25 hectares. 
Le plan d'eau est entouré de montagnes: le mont de Cordon au sud-ouest, le mont Gela et le Grand Thur au nord, le mont Tournier à l'est.

## Loisirs
La base de loisirs comprend une plage, un port de plaisance, un terrain de camping, deux restaurants, des terrains de sports (tennis). Plusieurs activités nautiques y sont pratiqués telles que le stand up paddle, le canoë, le kayak, le pédalo… Un voilier de croisière / restaurant y est amarré, l’embarquement se fait directement depuis la plage du plan d’eau.